# Jan Andricki

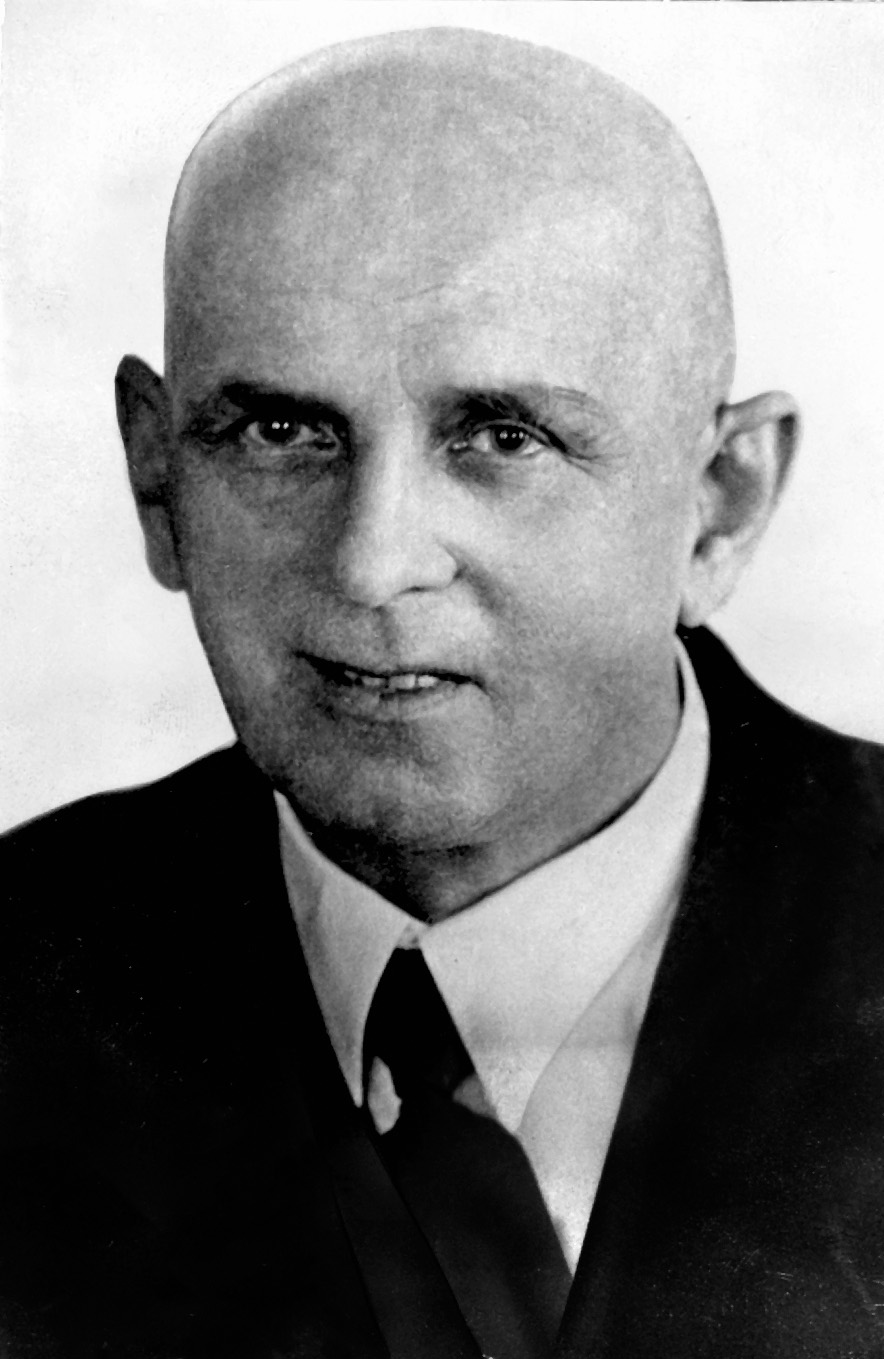
Jan Andricki

Jan Andricki (w jęz. niem.: Johann Andritzki; ur. 22 października 1880 w Panschwitz-Kuckau/Pančicach, zm. 14 października 1955 w Radibor/Radworju) – serbołużycki działacz społeczny i kulturalny, nauczyciel, publicysta.

## Życiorys
Jego starszym bratem był Mikławš Andricki. Jan w 1899 r. ukończył Katolickie Seminarium Nauczycielskie w Budziszynie (niem. Domstiftliche Schule und Katholisches Lehrerseminar Bautzen), a od 1900 pracował jako nauczyciel (od 1908 jako dyrektor) w szkole w Radworju. W 1937 naziści zakazali mu wykonywania zawodu; ponownie pracował jako nauczyciel i dyrektor szkoły w Radworju od 1945 do 1949, kiedy przeszedł na emeryturę.
Był jednym z głównych organizatorów budowy Domu Serbskiego w Budziszynie, za co otrzymał nagrodę od organizacji Maćica serbska. Pisał artykuły do takich czasopism jak m.in.: Serbske Nowiny i Katolski Posoł, był dyrygentem chóru w Radworju i aktywistą w organizacjach łużyckich. Żonaty z Madleną Cyžec (1887–1962), miał sześcioro dzieci. Był ojcem błogosławionego Alojsa Andrickiego.